# Nouvelles archives du muséum d'histoire naturelle, sér. 5
Nouvelles archives du muséum d'histoire naturelle, sér. 5 (abreviado Nouv. Arch. Mus. Hist. Nat., sér. 5,) fue una revista ilustrada con descripciones botánicas que fue editada por el Museo Nacional de Historia Natural de Francia. Se publicaron 6 números en los años 1909-1914.  Fue precedida por Nouvelles archives du muséum d'histoire naturelle, sér. 4.